# Processador escalar
Un processador escalar és un tipus de processador informàtic que només tracta una dada alhora. Els elements de dades típics inclouen nombres enters i nombres de coma flotant. D'altra banda, un processador és superescalar si pot tractar més d'una dada a la vegada.

## Exemple
Si suposem un processador bàsic amb instruccions de 4 estapes:
1. IF (instruction fetch) : anar a buscar la instrucció.
2. ID (instruction decode) : decodificar la instrucció.
3. EX : execució de la instrucció.
4. MEM : actualitzar la memòria

on t0,t1,t2,t3,t4,t5,t6 és l'escala temporal 
I1,I2,I3,I4 són les instruccions nº 1,2,3,4
Llavors un processador escalar tindria el diagrama temporal següent:
| Etapa       | t0 | t1 | t2 | t3 | t4 | t5 | t6 |
| ----------- | -- | -- | -- | -- | -- | -- | -- |
| Buscar      | I1 | I2 | I3 | I4 |    |    |    |
| Decodificar |    | I1 | I2 | I3 | I4 |    |    |
| Executar    |    |    | I1 | I2 | I3 | I4 |    |
| Actualitzar |    |    |    | I1 | I2 | I3 | I4 |

En canvi un processador superescalar tindria el diagrama temporal següent:
| Etapa       | t0    | t1    | t2    | t3    | t4    |
| ----------- | ----- | ----- | ----- | ----- | ----- |
| Buscar      | I1 I2 | I3 I4 |       |       |       |
| Decodificar |       | I1 I2 | I3 I4 |       |       |
| Executar    |       |       | I1 I2 | I3 I4 |       |
| Actualitzar |       |       |       | I1 I2 | I3 I4 |